# Tênis nos Jogos Olímpicos de Verão de 2024 - Duplas mistas
O torneio de duplas mistas do tênis nos Jogos Olímpicos de Verão de 2024 aconteceu de 29 de julho a 2 de agosto de 2024 no Stade Roland Garros, em Paris, França, com 32 tenistas (16 duplas) de 16 Comitês Olímpicos Nacionais.
Os tchecos Kateřina Siniaková e Tomáš Macháč derrotaram os chineses Wang Xinyu e Zhang Zhizhen na final por 2 sets a 1, com parciais de 6–2, 5–7 e [10–8] para ganhar a medalha de ouro nas duplas mistas. Foi a primeira medalha olímpica da República Tcheca no tênis de duplas mistas e a segunda medalha de ouro olímpica de Siniaková depois de vencer o evento de duplas femininas em 2021. Na disputa pela medalha de bronze, os canadenses Gabriela Dabrowski e Félix Auger-Aliassime derrotaram os neerlandeses Demi Schuurs e Wesley Koolhof por 2 sets a 0, com parciais 6–3 e 7–6(7–2). Foi a segunda medalha olímpica do Canadá no tênis.
Os russos Andrey Rublev e Anastasia Pavlyuchenkova eram os atuais medalhistas de ouro do evento em Tóquio 2020, mas nenhum deles optou por competir nesta edição dos Jogos Olímpicos.

## Qualificação
Cada Comitê Olímpico Nacional (CON) poderia inscrever até uma dupla no torneio. A qualificação para as duplas mistas se deu por meio das listas combinadas dos rankings da ATP e WTA. Foram 16 vagas disponíveis para as duplas mistas.

## Formato
A competição é um torneio de eliminação única com uma disputa pela medalha de bronze. As partidas são em melhor de três sets. O desempate é disputado nos dois primeiros sets, chegando a 6–6, enquanto o terceiro set é um desempate único até que uma equipe marque dez pontos, com dois pontos de vantagem.

## Calendário
Horário local (UTC+2)
| Data                | Horário | Fase                |
| ------------------- | ------- | ------------------- |
| 29 de julho de 2024 | 12:00   | Primeira rodada     |
| 30 de julho de 2024 | 12:00   | Primeira rodada     |
| 31 de julho de 2024 | 12:00   | Quartas de final    |
| 1 de agosto de 2024 | 12:00   | Semifinal           |
| 2 de agosto de 2024 | 12:00   | Disputa pelo bronze |
| 2 de agosto de 2024 | 12:00   | Final               |

## Medalhistas
| Ouro   | CZE Kateřina Siniaková e Tomáš Macháč          |
| Prata  | CHN Wang Xinyu e Zhang Zhizhen                 |
| Bronze | CAN Gabriela Dabrowski e Félix Auger-Aliassime |

## Cabeças de chave
Os cabeças de chaves foram divulgados em 24 de julho de 2024.
01.   GER Laura Siegemund / GER Alexander Zverev (primeira rodada)
02.   AUS Ellen Perez / AUS Matthew Ebden (quartas)
03.   USA Coco Gauff / USA Taylor Fritz (quartas)
04.   GRE Maria Sakkari / GRE Stefanos Tsitsipas (primeira rodada)

## Resultados
O sorteio das chaves foi realizado em 25 de julho de 2024. A competição foi realizada ao longo de sete dias até a definição das medalhistas.

### Legenda
| - Q = Qualifier - WC = Wild Card (convidado/a) - LL = Lucky Loser | - Alt = Alternate - SE = Special Exempt - PR = Protected Ranking (ranking protegido) | - w/o ou w.o. = Walkover (não compareceu) - r ou ab. = Retired (abandonou) - d = Defaulted (desclassificado) |

### Chaveamento
| Primeira rodada | Primeira rodada                       | Primeira rodada | Primeira rodada | Primeira rodada |  |    | Quartas de final                      | Quartas de final             | Quartas de final | Quartas de final | Quartas de final |  |  | Semifinal | Semifinal                             | Semifinal | Semifinal | Semifinal |  |                     | Final                                 | Final                        | Final               | Final               | Final |
|                 |                                       |                 |                 |                 |  |    |                                       |                              |                  |                  |                  |  |  |           |                                       |           |           |           |  |                     |                                       |                              |                     |                     |       |
| 1               | GER L Siegemund GER A Zverev          | 4               | 5               |                 |  |    |                                       |                              |                  |                  |                  |  |  |           |                                       |           |           |           |  |                     |                                       |                              |                     |                     |       |
|                 | CZE K Siniaková CZE T Macháč          | 6               | 7               |                 |  |    |                                       | CZE K Siniaková CZE T Macháč | 7                | 6                |                  |  |  |           |                                       |           |           |           |  |                     |                                       |                              |                     |                     |       |
|                 | FRA C Garcia FRA E Roger-Vasselin     | 4               | 6               | [7]             |  | PR | JPN E Shibahara JPN K Nishikori       | 5                            | 2                |                  |                  |  |  |           |                                       |           |           |           |  |                     |                                       |                              |                     |                     |       |
| PR              | JPN E Shibahara JPN K Nishikori       | 6               | 3               | [10]            |  |    |                                       |                              |                  |                  |                  |  |  |           | CZE K Siniaková CZE T Macháč          | 6         | 6         |           |  |                     |                                       |                              |                     |                     |       |
| 3               | USA C Gauff USA T Fritz               | 6               | 6               | [10]            |  |    |                                       |                              |                  |                  |                  |  |  |           | CAN G Dabrowski CAN F Auger-Aliassime | 3         | 3         |           |  |                     |                                       |                              |                     |                     |       |
| Alt             | ARG N Podoroska ARG M González        | 1               | 78              | [5]             |  |    | 3                                     | USA C Gauff USA T Fritz      | 62               | 6                | [8]              |  |  |           |                                       |           |           |           |  |                     |                                       |                              |                     |                     |       |
|                 | GBR H Watson GBR J Salisbury          | 5               | 6               | [3]             |  |    | CAN G Dabrowski CAN F Auger-Aliassime | 7                            | 3                | [10]             |                  |  |  |           |                                       |           |           |           |  |                     |                                       |                              |                     |                     |       |
|                 | CAN G Dabrowski CAN F Auger-Aliassime | 7               | 4               | [10]            |  |    |                                       |                              |                  |                  |                  |  |  |           |                                       |           |           |           |  |                     |                                       | CZE K Siniaková CZE T Macháč | 6                   | 5                   | [10]  |
|                 | ITA S Errani ITA A Vavassori          | 6               | 6               |                 |  |    |                                       |                              |                  |                  |                  |  |  |           |                                       |           |           |           |  |                     | Alt                                   | CHN Xin Wang CHN Z Zhang     | 2                   | 7                   | [8]   |
|                 | AIN M Andreeva AIN D Medvedev         | 3               | 2               |                 |  |    |                                       | ITA S Errani ITA A Vavassori | 7                | 3                | [9]              |  |  |           |                                       |           |           |           |  |                     |                                       |                              |                     |                     |       |
|                 | NED D Schuurs NED W Koolhof           | 6               | 7               |                 |  |    | NED D Schuurs NED W Koolhof           | 64                           | 6                | [11]             |                  |  |  |           |                                       |           |           |           |  |                     |                                       |                              |                     |                     |       |
| 4               | GRE M Sakkari GRE S Tsitsipas         | 4               | 63              |                 |  |    |                                       |                              |                  |                  |                  |  |  |           | NED D Schuurs NED W Koolhof           | 6         | 4         | [4]       |  |                     |                                       |                              |                     |                     |       |
| Alt             | BRA L Stefani BRA T Seyboth Wild      | 6               | 3               | [8]             |  |    |                                       |                              |                  |                  |                  |  |  | Alt       | CHN Xin Wang CHN Z Zhang              | 2         | 6         | [10]      |  |                     |                                       |                              |                     |                     |       |
| Alt             | CHN Xin Wang CHN Z Zhang              | 3               | 6               | [10]            |  |    | Alt                                   | CHN Xin Wang CHN Z Zhang     | 68               | 710              | [10]             |  |  |           |                                       |           |           |           |  | Disputa pelo bronze | Disputa pelo bronze                   | Disputa pelo bronze          | Disputa pelo bronze | Disputa pelo bronze |       |
|                 | ESP S Sorribes Tormo ESP M Granollers | 3               | 4               |                 |  | 2  | AUS E Perez AUS M Ebden               | 710                          | 68               | [5]              |                  |  |  |           |                                       |           |           |           |  |                     | CAN G Dabrowski CAN F Auger-Aliassime | 6                            | 7                   |                     |       |
| 2               | AUS E Perez AUS M Ebden               | 6               | 6               |                 |  |    |                                       |                              |                  |                  |                  |  |  |           |                                       |           |           |           |  |                     |                                       | NED D Schuurs NED W Koolhof  | 3                   | 62                  |       |